# Ramenskistarr
Ramenskistarr (Carex ramenskii) är en halvgräsart som beskrevs av Vladimir Leontjevitj Komarov. Enligt Catalogue of Life ingår Ramenskistarr i släktet starrar och familjen halvgräs, men enligt Dyntaxa är tillhörigheten istället släktet starrar och familjen halvgräs. Arten har ej påträffats i Sverige. Inga underarter finns listade i Catalogue of Life.